# Großkolumbien
Großkolumbien war ein Staat, der die heutigen Staaten Kolumbien, Ecuador, Panama und Venezuela sowie Teile von Peru und Guyana umfasste und von 1819/23 bis 1830 existierte. Offiziell hieß dieser República de Colombia; die Bezeichnung „Großkolumbien“ wurde von Historikern eingeführt, um die damalige Republik von dem 1830 entstandenen Staat zu unterscheiden, der seit 1861 Kolumbien heißt.

## Geschichte
Im Zuge der Südamerikanischen Unabhängigkeitskriege hatten auf dem Boden des spanischen Vizekönigreichs Neugranada Venezuela und die Erste Republik Kolumbien 1810 ihre Unabhängigkeit erklärt, waren bis 1816 aber wieder von Spanien erobert worden. Bis 1819 waren die Aufständischen unter Simón Bolívar aber wieder so erfolgreich, dass ein Kongress in Angostura (heute Ciudad Bolívar in Venezuela) einberufen werden konnte, der am 17. Dezember die Vereinigung der Provinzen Neugranada (das heutige Kolumbien und Panama) und Venezuela „bajo el título glorioso de República de Colombia“ („unter der glorreichen Bezeichnung Republik Kolumbien“, nach Christoph Kolumbus) beschloss.
1821 ernannte der Kongress von Angostura Bolívar zum Präsidenten, Francisco de Paula Santander zum Vizepräsidenten. Am 24. Mai 1822 schloss sich die Provinz Quito (Real Audiencia de Quito) an, das heutige Ecuador einschließlich von Teilen Perus.
Bolívars Hauptziel blieb die Befreiung von ganz Südamerika von Spanien. Zu diesem Zweck marschierte er 1823 in das Vizekönigreich Peru ein, wo er bis 1826 Krieg führte. Die Amtsgeschäfte in Großkolumbien nahm währenddessen Santander wahr. Bolívar war während des Krieges Diktator von Peru, das bisherige Oberperu nannte sich nach der Unabhängigkeit zu seinen Ehren Bolivien. Die von ihm geplante Vereinigung beider Länder mit Großkolumbien unter seiner Führung (Panamerikanismus) misslang aber.
Auch in Großkolumbien nahmen die nationalistischen Bestrebungen der Provinzen zu. Das führte dazu, dass Großkolumbien kurz nach Bolívars Tod 1830 zerfiel. Nachfolgestaaten waren Venezuela, Ecuador und die Republik Neugranada (ab 1861 Kolumbien). Das heutige Panama erklärte sich am 26. September 1830 kurzzeitig für unabhängig, wurde aber bereits am 11. Dezember wieder eine Provinz Neugranadas. Erst 1903 spaltete es sich unter US-amerikanischem Druck endgültig von Kolumbien ab. Die USA wollten zur besseren Kontrolle des Panamakanals territoriale Rechte in der späteren Panamakanalzone haben, was Kolumbien verweigert hatte.

## Territorium und Bevölkerung
Außer den heutigen Staaten Kolumbien, Venezuela, Ecuador und Panama beanspruchte Großkolumbien auch weite Gebiete, die heute zu anderen Staaten gehören. Die Grenze zu Peru bildeten der Marañón und der Amazonas, 1941 wurde diese Region endgültig von Ecuador an Peru abgetreten. Im heutigen Guyana beanspruchte Großkolumbien das Gebiet westlich des Essequibo, dieser Anspruch wurde von Venezuela erst 1899 nach Schiedsspruch aufgegeben. Die Grenze zu Brasilien wurde in mehreren Grenzverträgen zwischen Brasilien und Venezuela bzw. Kolumbien zwischen 1859 und 1907 geregelt. Vorher bestanden Ansprüche auf den Westteil des heutigen Roraima sowie auf Gebiete im Norden des brasilianischen Bundesstaats Amazonas.
Großkolumbien war nur dünn besiedelt. Nach Schätzungen lebten um 1800 in der Provinz Quito (Ecuador) etwa 450.000 Menschen, in Neugranada 800.000, davon im heutigen Panama 60.000, sowie in Venezuela über 700.000 Menschen, insgesamt etwa 2 Millionen. Eine erste Volkszählung 1825 nach Gründung der Republik ergab eine Gesamtbevölkerung von 2.361.112 Menschen. Caracas hatte damals 31.721 Einwohner, Cartagena de Indias etwa 12.000 bis 15.000, Panama 7.587, Bogotá 18.161 und Quito 23.727.

## Flaggen der Nachfolgestaaten
Die ehemalige Zusammengehörigkeit zeigt sich weitgehend in den Flaggen der Nachfolgestaaten Großkolumbiens.
| Staat     | Lage | Flagge | Anmerkungen |
| --------- | ---- | ------ | --- |
| Venezuela |      |        | Die 1806 durch Francisco de Miranda erstmals gehisste Flagge Venezuelas zeigte ab 1817 zunächst sieben, dann acht Sterne. Während die Fahne Groß-Kolumbiens und danach die Flagge Venezuelas (ab 1830) zunächst keine Sterne zeigten, wurden ab 1859 auf der Fahne sieben Sterne gezeigt, ihre Darstellung variierte bis zur endgültigen gesetzlichen Festlegung 1954. |
| Kolumbien |      |        | Die Flagge Kolumbiens besteht aus drei horizontalen Streifen, wobei der obere Streifen doppelt so hoch wie jeder der beiden unteren ist. Sie wurde 1861 angenommen. Das Muster der Flagge wurde durch Francisco de Miranda für Venezuela entworfen und später auch für das durch Simón Bolívar entstandene Großkolumbien angewandt                                     |
| Ecuador   |      |        | Bei der Flagge Ecuadors ist der obere Streifen doppelt so hoch wie jeder der beiden unteren. Außerdem wird zur Unterscheidung das Staatswappen auf der Nationalflagge geführt. |
| Panama    |      |        | Der Entwurf für die Flagge Panamas weicht erheblich von der heute geführten Nationalflagge ab. |